# SPQR
SPQR is de afkorting van het Latijnse Senatus Populusque Romanus, "De Senaat en het Volk van Rome", de zinsnede die fungeerde als de officiële naam van het Romeinse Rijk.
De afkorting werd als insigne gebruikt vanaf de tijd van de Romeinse Republiek en stond als inscriptie op openbare gebouwen en triomfbogen. Het is niet bekend waar of wanneer de uitdrukking oorspronkelijk is ontstaan, maar ze is niet weg te denken uit de Romeinse geschiedenis. De vaste uitdrukking wordt in ieder geval vanaf de 1e eeuw v.Chr. gemeengoed en zou onder het principaat verder nog worden verspreid over het gehele rijk. Vergaderingen en documenten werden er officieel mee afgesloten en de letters stonden op munten en de vaandels die voor de legioenen werden uitgedragen. De Romeinse politieke en juridische literatuur zijn ervan doordrenkt, maar ook meer beschouwende werken zoals de geschiedschrijving van Titus Livius gebruiken de vier letters om de lezer vrees, ontzag en bewondering in te boezemen. In het taalgebruik kon SPQR worden opgevat als een pesterige dooddoener of zelfs als een nauwelijks schertsend dreigement met vervolging en veroordeling. Cicero maakt in zijn pleidooien gebruik van het choquerende effect.
Hoewel in 42 v.Chr. de Republiek voorgoed werd overgenomen door de leden van het Tweede Triumviraat, waaruit zich het principaat zou ontwikkelen, is ook in de keizertijd de afkorting in gebruik gebleven omdat men vasthield aan het idee dat de republiek nog altijd bestond en het volk nog steeds inspraak had.

## Boog van Titus
Een van de bekendste toepassingen van de spreuk in de oudheid is op Boog van Titus in Rome:

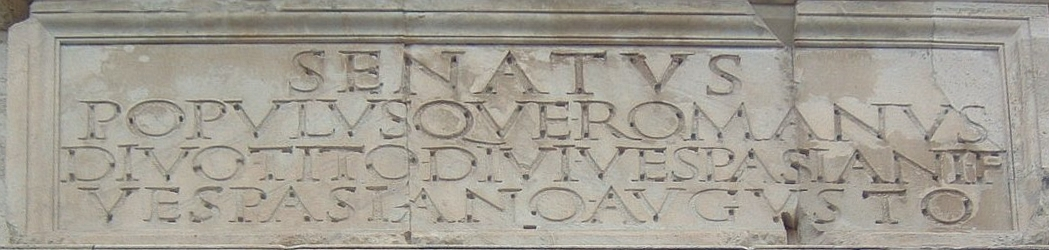
SENATVS
POPVLVSQVE·ROMANVS
DIVO·TITO·DIVI·VESPASIANI·F(ILIO)
VESPASIANO·AVGVSTO
De Senaat en het Volk van Rome (dragen dit op) aan de vergoddelijkte Titus Vespasianus Augustus, zoon van de vergoddelijkte Vespasianus.

## Merkteken

Banier van de Romeinse Republiek

Vegetius schrijft aan het eind van de vierde eeuw dat nieuwe rekruten in het leger werden voorzien van "het militaire teken". Het is onduidelijk of dit een tatoeage of brandmerk was, maar de bedoeling om deserties tegen te gaan is helder. In de vierde eeuw was de status van het leger niet meer wat hij geweest was, maar waren ook de levensomstandigheden verslechterd. Eerder zou de eerloze en pijnlijke behandeling zeker tot verzet hebben geleid. Maar de praktijk van het merken was vermoedelijk wijdverbreid. Een decreet uit 398 bepaalde dat arbeiders in de keizerlijke bewapeningswerkplaatsen "in navolging van het merken van rekruten" moesten worden voorzien van "het nationale teken". Naar alle waarschijnlijkheid was dit SPQR.

## Na het Romeinse Rijk

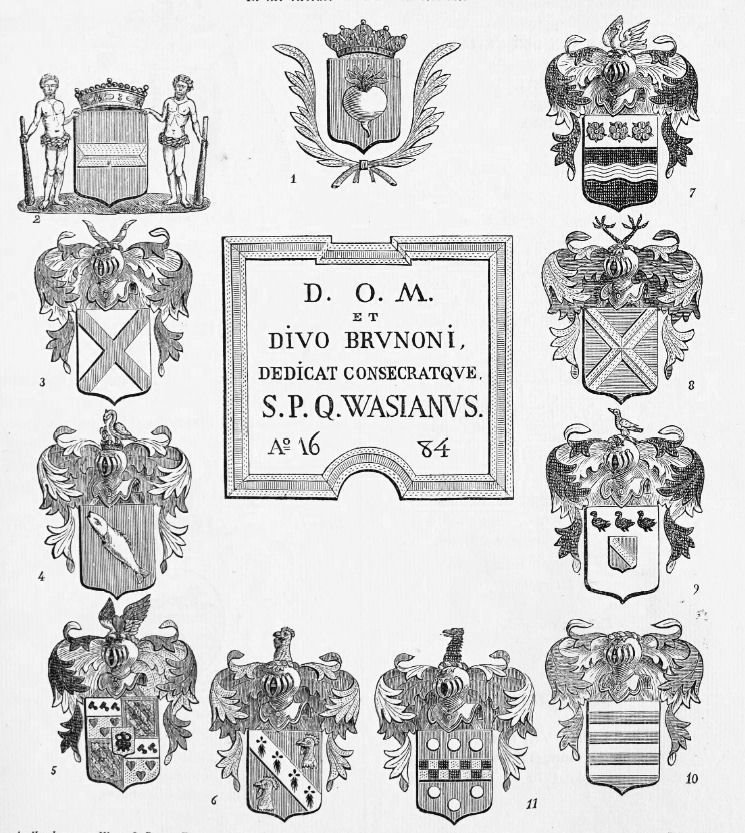
SPQW, Land van Waas.

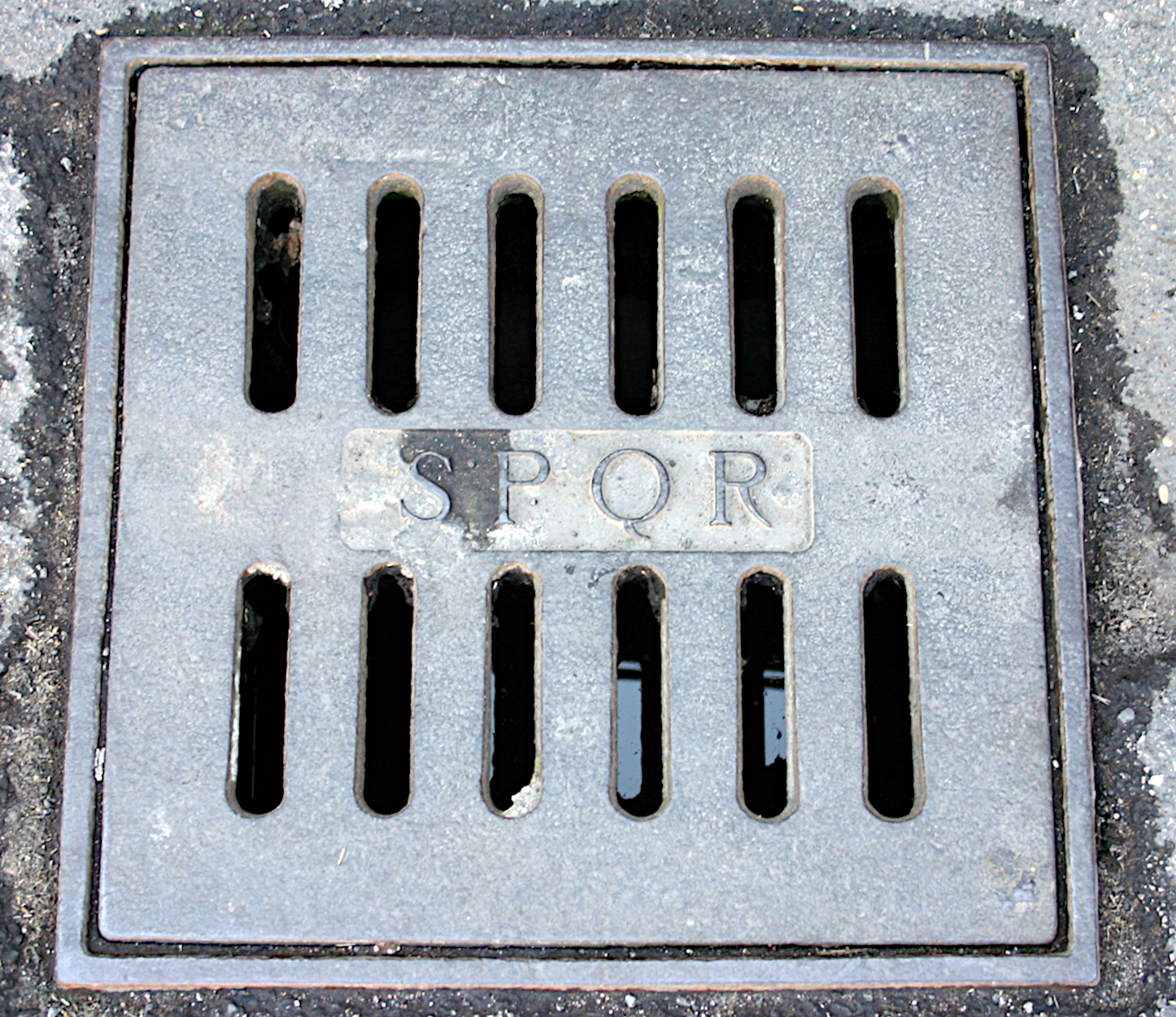
SPQR op een putdeksel in Rome in 2005

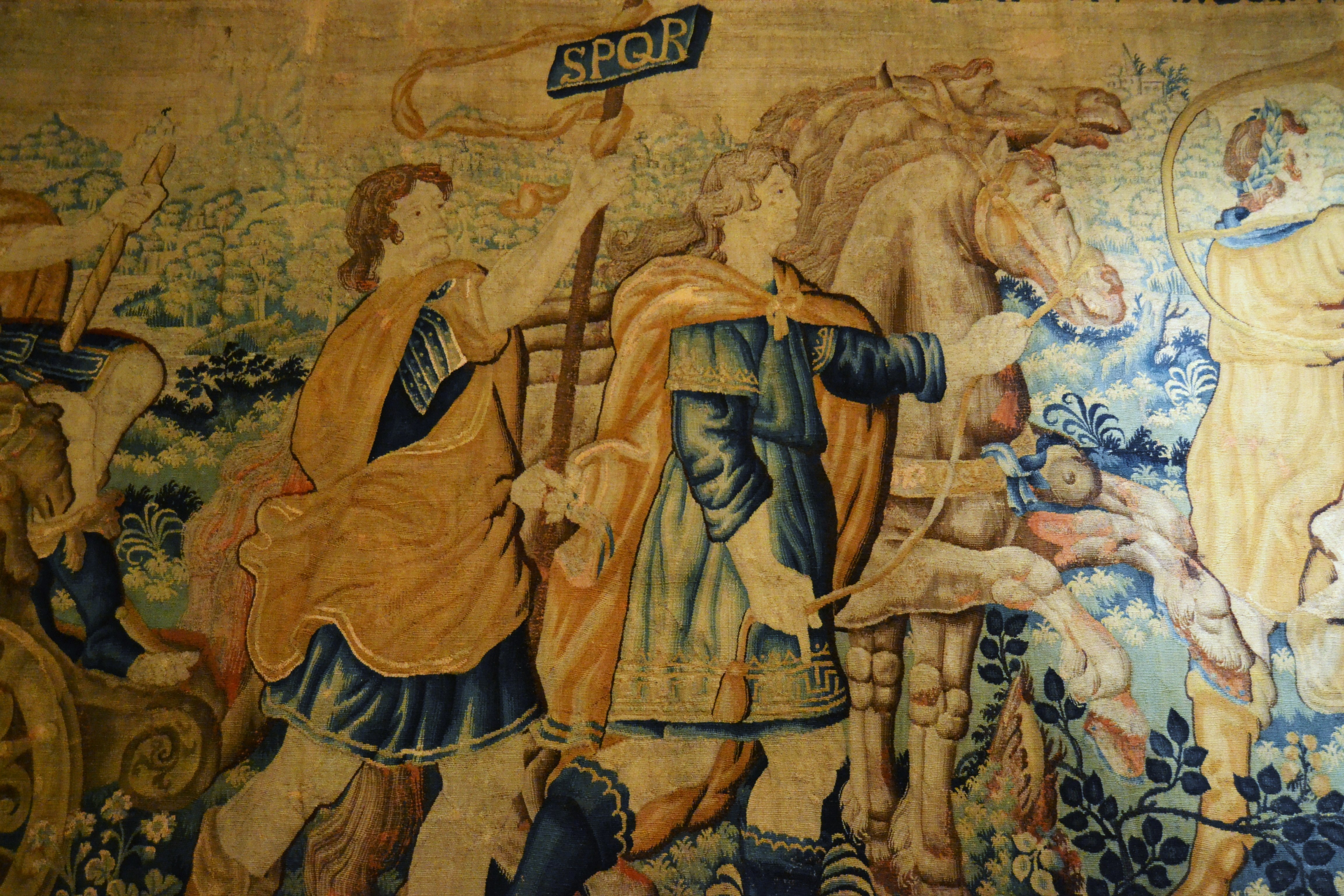
Vlaams wandtapijt in de Fumador van de Palau del Marqués de Dos Aigües, Valencia

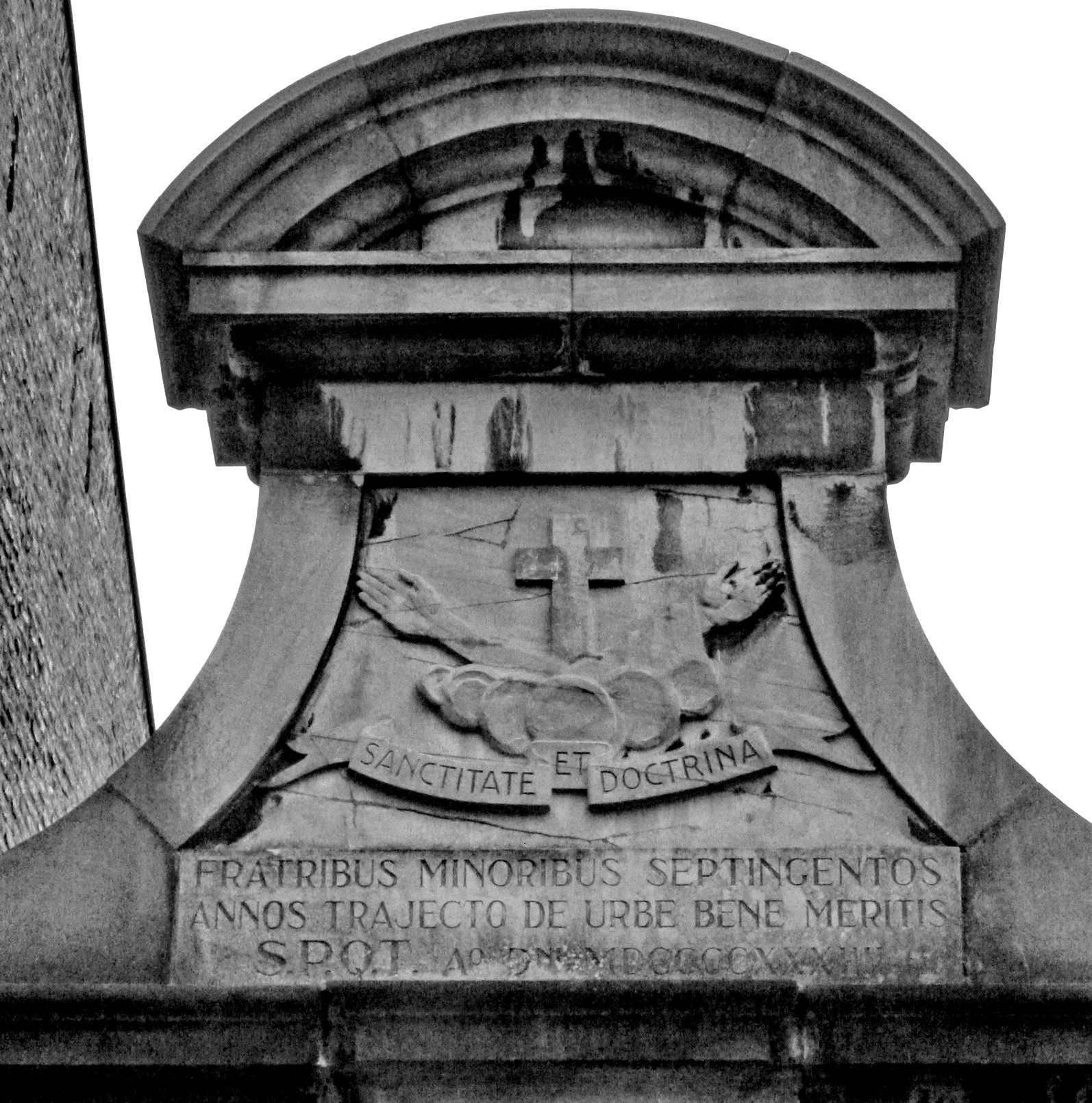
SPQT in Maastricht

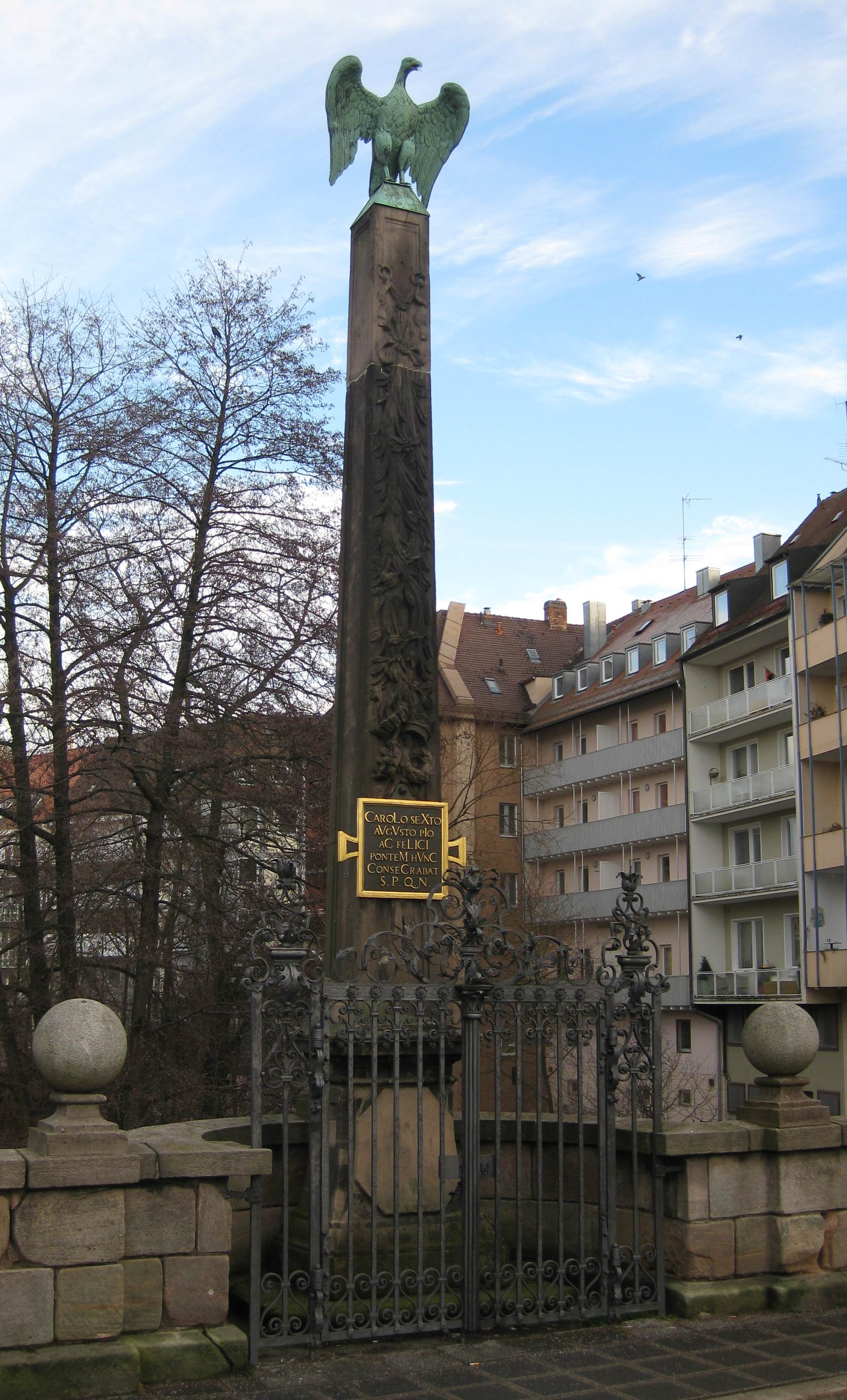
SPQN in Neurenberg

Het huidige gemeentebestuur van Rome handhaaft nog steeds SPQR in het wapen van de stad, op vele publieke gebouwen en op de putdeksels van het stedelijk waterleidingbedrijf. De folklore wil dat dit een idee was van Mussolini, maar de oudste deksels dateren van voor zijn tijd. Ook sieren de letters de sjaals en vlaggen van de Romeinse voetbalclub AS Roma.
Andere steden hebben hun eigen invulling gegeven aan het motto. 
SPQA staat gebeiteld op bruggen in Amsterdam en in het centrale fries bovenaan de façade van de Stadsschouwburg aan het Leidseplein als afkorting van Senatus Populusque Amstelodamensis. SPQA staat ook geschreven op de Waagtoren te Alkmaar. Hier staat het voor Senatus Populusque Alcmariensis. SPQA (Senatus Populusque Antverpiensis) siert ook het stadhuis en het gebouw van het loodswezen van Antwerpen.
SPQB staat meermalen te lezen op de gevel van het Justitiepaleis en in de grote zaal van de Koninklijke Muntschouwburg in Brussel, maar is ook waargenomen in Brugge en op putdeksels in de Italiaanse stad Benevento.
SPQC staat onder meer in het wapen van Capua, maar werd al in de derde eeuw gebruikt door Catania. In 1827 laat het stadsbestuur van Kraków (Krakau) Senatus PopulusQue Cracoviensis Restituit in een gedenksteen beitelen op een openbaar gebouw.
SPQD staat voor Senatus Populusque Dixmudensis op het grote gebrandschilderde Heilig-Bloed-Raam in het plaatselijke Karmelietenklooster, vervaardigd door Abraham van Diepenbeke in 1684 en aan het klooster geschonken door de senaat en het volk van Diksmuide, een bezitting van de heer van Boxmeer.
SPQE stond op de Eschpoort in Enschede, die bij de stadsbrand van 1862 is verwoest.
SPQF staat in Florence voor Senatus Populusque Florentinus; de opname van de spreuk in de decoraties in het "oude paleis" Palazzo Vecchio duidt op een vroeg Florentijns republikeins bewustzijn en trots op de Romeinse wortels van de stad.
SPQG. Boven de ingang van de Der Aa-kerk in Groningen staat SPQG. Ook in de Belgische stad Gent sieren deze letters - vaak subtiel - diverse gebouwen, zoals het Stadhuis van Gent, de Aula Academica, de Sint-Baafskathedraal en de protestantse kerk te Gent-Centrum. SPQG staat hier voor Senatus Populusque Gandavensis.
SPQH. Boven de entree van het stadhuis in Haarlem staat SPQH en dat is ook te vinden boven het toneel in de Koninklijke Schouwburg in Den Haag. Op het perroen voor het Hasseltse stadhuis in Belgisch-Limburg en het wapen van Hasselt staan ook deze letters. Zij verwijzen naar Senatus Populusque Hasselensis. Ook valt SPQH terug te vinden in het stadhuis van Hamburg waar het staat voor Senatus Populusque Hamburgus.
SPQK is opgemerkt in Kerkrade. De tekst is aangebracht in het hardstenen fronton boven de centrale hoofdingang van het oude gemeentehuis anno en staat voor Senatus Populus Que Kerkradiensis. Boven het stadhuis in Kortrijk is de SPQC te zien.
SPQL is opgemerkt in Lier, Liverpool, Londen, Luzern, op de Holstentor in Lübeck en in de Pijlsteeg te Leeuwarden.
SPQM. Op het in 1849 opgerichte standbeeld van Margaretha van Oostenrijk te Mechelen staat S.P.Q.M. (Senatus Populusque Mechliniensis), zoals evenwel zonder puntjes reeds op het 'Vadderik' genoemde Neptunusbeeld uit 1718; in Italië is het het stadsmotto van Marino (Marinensis) en staat het in het wapen van Molfetta (Melphictensis).
SPQN staat voor de Senatus Populus Que Norimbergensis op een obelisk op de Karelsbrug in Neurenberg en sinds 1659 op de preekstoel van de dorpskerk in het Friese Nijland voor Senatus Populus Que Nova Terra.
SPQO. In het wapen van Olomouc (Tsjechië) staat SPQO.
SPQP staat als Senatus Populusque Pisanus voor Pisa, maar ook als Palermitanus op de putdeksels in Palermo.
SPQR. Op de 17e-eeuwse sokkel van het Erasmusbeeld in Rotterdam staat S.P.Q.Roteradamus en SPQR staat centraal in een wandschildering op het Rotterdamse stadhuis. De Duitse stad Weil der Stadt, ontstaan als Romeinse nederzetting en vanaf de 13e eeuw een vrije rijksstad met een op Romeins recht gebaseerde grondwet, houdt het in haar wapen ook op SPQR. De stad van de gevierde patroonheilige Rombout (Rumoldus) heet senatus populusque Rumoldo op 240 in 1825 te Mechelen aan kinderen uitgedeelde zilveren penningen.
SPQS staat als Senatus Populusque Signiae sinds de 15e eeuw in het wapen van de Italiaanse gemeente Segni, maar is ook Sienensis het motto van Siena, Sessana in het wapen van Sessa Aurunca, Syracusanum in Syracuse en sinds 1996 Sipontinus op het wapenlint van Manfredonia nabij de door een aardbeving verwoeste antieke stad Siponto. Het Fries Scheepvaartmuseum bezit een zilveren gesp die is voorzien van het stadswapen van Sneek en Senatus Populusque Snecanus de tekst SPQS 1742.
SPQT staat op een poort bij het voormalige Derde Minderbroedersklooster aan de Tongersestraat in Maastricht voor Senatus Populusque Trajectensis.
SPQV staat in Wenen voor Senatus Populusque Vindobona.
SPQW. In Winschoten staat boven de ingang van het stadhuis SPQW (Senatus Populesque Winschotanus).

## Parodieën
In de loop der tijd zijn er veel parodieën gemaakt. Italianen die hun hoofdstad maar een arrogante beestenboel vinden, lezen in de afkorting Sono Porci Questi Romani, "Het zijn varkens, die Romeinen". Daarentegen zien Romeinse burgers zelf er het bewijs in van de machtswellust van het Vaticaan, want Soli Papi Qui Regnano, "Alleen pausen regeren er".
De Italiaanse bewerker Marcello Marchesi van de Franse Asterix-strips vertaalde de favoriete woorden van Obelix "Ils sont fous, ces Romains" tamelijk letterlijk als Sono Pazzi Questi Romani, "Ze zijn gek, die Romeinen". De vrijere Nederlandse vertaling "Rare jongens, die Romeinen" is op eigen kracht beroemd geworden.

## Muziek en literatuur
S.P.Q.R. is een muziekstuk van de Britse componist Guy Woolfenden uit 1988. SPQR is ook de titel van een roman uit 1990 van de Amerikaanse schrijver John Maddox Roberts, het eerste deel uit zijn tiendelige SPQR-serie. Het tweede album van de Engelse experimentele band This Heat uit 1981, Deceit, bevat een nummer onder de titel S.P.Q.R.

## Referentie
- H. Galsterer, art. SPQR, in NP 11 (2001), col. [?].